# A.J. Terrell
Aundell Terrell Jr. (Atlanta, 23 settembre 1998) è un giocatore di football americano statunitense che milita nel ruolo di cornerback per gli Atlanta Falcons della National Football League (NFL).

## Carriera universitaria
Nella sua prima stagione a Clemson nel 2017, Terrell disputò 14 partite, facendo registrare 15 tackle e un intercetto. L'anno seguente disputò come titolare tutte le 15 partite, con 53 tackle, 3 intercetti e un touchdown. Nella finale del campionato NCAA 2018 ritornò un intercetto per 44 yard in touchdown contro Alabama ai danni del quarterback Tua Tagovailoa. Terrell tornò come titolare nella sua ultima stagione nel 2019 in cui fu inserito nella formazione ideale della Atlantic Coast Conference. A fine anno decise di rinunciare all'ultima stagione nel college football e di passare professionista.

## Carriera professionistica

### Atlanta Falcons
Terrell fu scelto nel corso del primo giro (9º assoluto) del Draft NFL 2020 dagli Atlanta Falcons. Debuttò come professionista nella gara del primo turno persa contro i Seattle Seahawks in cui mise a segno 6 tackle. La sua stagione da rookie si chiuse con 74 placcaggi e un intercetto in 14 presenze, tutte come titolare.
Nel 2021 Terrell fu inserito nel Second-team All-Pro. Il suo voto di 82,7 dal sito Pro Football Focus fu il secondo tra tutti i cornerback della lega in quella stagione.
Nel terzo turno della stagione 2022 contro i Seattle Seahawks, Terrell mise a segno 6 placcaggi e un massimo stagionale di 3 passaggi deviati nella vittoria per 27–23. Nella settimana 6 contro i San Francisco 49ers recuperó il suo primo fumble nella vittoria per the 28–14. Nel turno successivo si infortunò al tendine de ginocchio contro i Cincinnati Bengals. Per tale motivo saltò le tre gare successive, facendo ritorno nella settimana 11 contro i Chicago Bears, dove totalizzó 4 tackle nella vittoria per 27–24.
Il 22 agosto 2024 Terrell firmò con i Falcons un nuovo contratto quadriennale del valore di 81 milioni di dollari.

## Palmarès
- Second-team All-Pro: 1

2021